# Andernos-les-Bains
Andernos-les-Bains (in occitano Endarnòs) è un comune francese di 11 313 abitanti situato nel dipartimento della Gironda nella regione della Nuova Aquitania.

## Società

### Evoluzione demografica
Abitanti censiti

## Amministrazione

### Gemellaggi
- Nussloch, dal 1977
- Segorbe, dal 1994
- Largs, dal 2009